# Psychropotidae
De Psychropotidae zijn een familie van zeekomkommers uit de orde Elasipodida.

## Geslachten
- Benthodytes Théel, 1882
- Psycheotrephes Théel, 1882
- Psychropotes Théel, 1882